# Xander Schauffele
Alexander Victor Schauffele (San Diego, 25 oktober 1993) is een golfprofessional uit de Verenigde Staten die uitkomt op de PGA Tour.
Sinds hij professional werd in 2015 heeft hij reeds acht keer een toernooi gewonnen op de PGA Tour. In 2024 won Schauffele met de PGA Championship en The Open Championship  zijn eerste twee majors na een eerdere tweede plaats op zowel het Open Championship van 2018 als de Masters van 2019.
In 2021 won Schauffele namens de Verenigde Staten de gouden medaille in het individuele golftoernooi voor mannen op de Olympische Zomerspelen in Tokio.

## Jeugd
Schauffele werd geboren in San Diego, Californië, als zoon van genaturaliseerde ouders. Zijn vaders familie is Frans/Duits en zijn moeders familie is Taiwanees. Schauffele komt uit een sportfamilie, waarbij zijn beide overgrootvaders begenadigde atleten waren. Johann Hoffmann speelde voor het nationale voetbalteam van Oostenrijk en won meerdere landstitels met verschillende ploegen, waaronder SK Rapid Wien en FC Sochaux. Richard Schauffele speelde als voetballer voor VfB Stuttgart, en blonk daarna uit in atletiek met meer dan 40 Duitse titels in discuswerpen, speerwerpen en kogelstoten.
Schauffele's vader is al vanaf zijn jeugd de swingcoach van Xander.

## Amateur
Schauffele speelde op de universiteit één jaar voor de California State University Long Beach, waarna hij de overstap maakte naar San Diego State University. Op deze universiteit is hij recordhouder van de laagste toernooiscore aller tijden (-17 onder par), het laagste toernooigemiddelde van een universiteitscarrière (71,50) en de seizoensrecords voor par-5 prestaties (4,5135), aantal birdies (171) en aantal eagles (9).
Toen hij in 2015 professional werd stond hij in de top 10 van de World Amateur Golf Ranking.

## Professional
Nadat hij in juni 2015 professioneel werd, nam Schauffele in de herfst deel aan het Web.com Tour Qualifying Tournament. Hij werd tweede in het eerste toernooi en won vervolgens het tweede toernooi. Door in het finaletoernooi gedeeld 45e te worden verdiende hij uiteindelijk nipt zijn Web.com Tour-kaart. In 2016 speelde Schauffele een volledig seizoen (23 evenementen) op de Web.com Tour. Hij eindigde als 26e op de eindranking van het reguliere seizoen, en miste met minder dan $1000,00 verschil een plek voor een PGA Tour-kaart voor 2017. Door als 15e te eindigen op de Web.com Tour Finals wist hij alsnog een Tour-kaart te behalen.
Na zijn debuut op de PGA Tour speelde Schauffele in juni 2017 met de U.S. Open zijn eerste majortoernooi. Schauffele noteerde in de eerste ronde een bogey-vrije score van 66 - wat de eerste keer was dat een speler een bogey-vrije ronde van 66 of beter speelde in hun eerste optreden op de U.S. Open. Hij eindigde uiteindelijk op een gedeelde vijfde plaats. Hierdoor was hij automatisch gekwalificeerd voor het toernooi in 2018.
Drie weken later boekte Schauffele zijn eerste PGA Tour-overwinning in de Greenbrier Classic. Met deze overwinning verdiende in zijn debuutjaar op de Tour reeds uitnodigingen voor The Open Championship (via de Open Qualifying Series), het PGA Championship en de Masters van 2018. Aan het einde van het seizoen kwalificeerde Schauffele zich voor het Tour Championship. Dit toernooi wist hij uiteindelijk te winnen, om de eerste rookie ooit te worden die het Tour Championship en een FedEx Cup playoff-evenement won. Door de overwinning steeg Schauffele naar de derde plaats in het eindklassement van de FedEx Cup, waarmee hij tevens een record vestigde als rookie met de hoogste eindnotering in de FedEx Cup. Aan het eind van 2017 steeg Schauffele naar de 32e plaats op de Official World Golf Ranking, wat een stijging van 267 plaatsen was ten opzichte van 2016.
Schauffele werd in 2018 geassocieerd lid van de Europese PGA Tour. Met zijn overwinning op de 2018 WGC-HSBC Champions steeg Schauffele in de Order of Merit van de Europese Tour naar de vierde plaats en nam hij deel aan het slotevenement van de Tour, het DP World Tour Championship in Dubai. In oktober 2018 won Schauffele het WGC-HSBC Champions-evenement in Shanghai, China op de Sheshan Golf Club.
In januari 2019 won hij het Sentry Tournament of Champions op The Plantation Course at Kapalua Resort in Maui, Hawaï. Hier lukte het hem om met een baanrecord van 11-onder-par in de laatste ronde Gary Woodland te passeren, nadat hij de dag met vijf slagen achterstand was begonnen. In april 2019 werd Schauffele tweede op het Masters Tournament, met één slag achter winnaar Tiger Woods. Het was zijn derde top-vijf in acht starts op grote kampioenschappen. Later dat jaar eindigde hij ook nog op een gedeelde derde plaats op het US Open.
In april 2022 won Schauffele de Zurich Classic of New Orleans, een teamevenement, met zijn partner Patrick Cantlay. In juni van dat jaar won hij het Travelers Championship voor zijn zesde overwinning op de PGA Tour. Een maand later wist hij ook de J.P. McManus Pro-Am te winnen, een onofficieel evenement op de Europese Tour. In diezelfde week won hij ook het Genesis Scottish Open, waarmee hij zijn derde PGA Tour-overwinning van het seizoen behaalde.

### Olympische Zomerspelen 2020
In augustus 2021 nam Schauffele namens de Verenigde Staten deel aan de Olympische Zomerspelen in Tokio op de Kasumigaseki Country Club. Na twee rondes van 68 (3-onder-par) en één ronde van 63 (8-onder-par) ging Schauffele als leider de laatste ronde in. In de laatste ronde wist hij met 1 slag nipt de Slovaak Rory Sabbatini - die een score van 61 behaalde in zijn laatste ronde - voor te blijven, om als eerste Amerikaan sinds 1900 een Olympische gouden medaille in golf te winnen.

### Ryder Cup
Schauffele maakte tweemaal (2021 en 2023) deel uit van het Amerikaanse Ryder Cup-team. In 2021 wist hij met dit team de Ryder Cup te winnen.

### PGA Championship 2024
In mei 2024 won Schauffele zijn eerste major met een birdie op de laatste hole van het PGA Championship op de Valhalla Golf Club. De Amerikaan stond na een record openingsronde van start tot finish aan de leiding en won met een score van 21 onder par, voor zijn landgenoot Bryson DeChambeau met 20 onder par.  

### Open Championship 2024
Xander Schauffele heeft op de golfbaan van Royal Troon Golf Club het 152e The Open Championship, de laatste major van het seizoen gewonnen. Voor de Amerikaan was het zijn tweede major van het jaar, na eerder al het PGA Championship in Amerika. De 31-jarige Schauffele speelde een foutloze laatste ronde van 65 slagen, twee slagen minder dan Justin Rose en Billy Horschel. Met Schauffeles zege wonnen de Amerikanen voor de elfde keer, en de eerste keer in 42 jaar, alle vier de majors in hetzelfde kalenderjaar. 

## Gewonnen toernooien

### PGA Tour
- Greenbrier Classic (2017)
- Tour Championship (2017)
- WGC-HSBC Champions (2018)
- Sentry Tournament of Champions (2019)
- Zurich Classic of New Orleans - met Patrick Cantlay (2022)
- Travelers Championship (2022)
- Genesis Scottish Open (2022)
- PGA Championship (2024)
- The Open Championship (2024)

### Europese PGA Tour
- WGC-HSBC Champions (2018)
- Genesis Scottish Open (2022)
- The Open Championship (2024)

### Overige overwinningen
- Northern California Open (2015)
- J. P. McManus Pro-Am (2022)
- Olympisch golftoernooi (2021)

1900: Charles Sands ·
1904: George Lyon ·
2016: Justin Rose ·
2020: Xander Schauffele ·
2024: Scottie Scheffler